# Hellish Quart
Hellish Quart – gra wideo o pojedynkach na broń białą we wczesnym dostępie stworzona przez polskiego dewelopera Kubold. Rozgrywka polega na pojedynkach między dwoma uzbrojonymi w miecze graczami lub postaciami sterowanymi przez AI, walczącymi aż do ciężkiego zranienia lub śmierci przeciwnika.
Wojownicy w grze pochodzą z XVII-wiecznej Europy, a gra wykorzystuje trójwymiarowe skany autentycznych wschodnioeuropejskich strojów. Gra zawiera również nieukończony tryb kampanii fabularnej podzielonej na rozdziały, w której występuje Jacek, polski najemnik.
Rozwojem gry kieruje Jakub Kisiel (były starszy animator Wiedźmina 3: Dziki Gon), który czerpał inspirację z gry Bushido Blade z 1997 roku.